# Dev.D
Dev.D è un film del 2009 diretto da Anurag Kashyap.